# Vacallo
Vacallo é uma comuna da Suíça, no Cantão Tessino, com cerca de 2.884 habitantes. Estende-se por uma área de 1,59 km², de densidade populacional de 1.814 hab/km². Confina com as seguintes comunas: Cernobbio (IT-CO), Chiasso, Como (IT-CO), Maslianico (IT-CO), Morbio Inferiore, Sagno.
A língua oficial nesta comuna é o Italiano.